# كاموي كوباياشي
كاموي كوباياشي (باليابانية|小林 可夢偉,) (ولد في 13 سبتمبر 1986) في أماساكي، هيوغو، اليابان) هو سائق سباقات سيارات ياباني. شارك في سلسلة ال جي بي 2، وفاز في سلسلة ال جي بي 2 الآسيوية، انتقل للمشاركة في الفورمولا واحد لأول مرة مع فريق تويوتا في السباقين الأخيرين من عام 2009 عندما حل محل السائق الألماني تيمو غلوك الذي أصيب في حادث خلال التجارب الرسمية لسباق الجائزة الكبرى الياباني. انتقل إلى فريق بي ام دبليو ساوبر لموسم 2010 و2011.
في عام 2004 سجل في أكاديمية تويوتا للسائقين، وكانت خطوته التالية التوجه للمشاركة في بطولة فورمولا رينو ودخول البطولات الآسيوية والألمانية والإيطالية والهولندية وحقق انتصاره الأول في سباقه الثاني في البطولة الإيطالية. في عام 2006 دخل كوباياشي السلسلة الأوروبية للفورمولا ثلاثة جنبا إلى جنب مع بول دي ريستا وسيباستيان فيتل. وحقق في موسمه الأول مراكز على منصة التتويج في ثلاث سباقات. شارك كوباياشي أيضا في سباق ماكاو الجائزة الكبرى.
في أوائل عام 2008 فاز كوباياشي في أول سباق في سلسلة جي بي 2 بعد بداية قوية من مركز الانطلاق على حلبة دي كاتالونيا. في 16 نوفمبر 2007 تم التأكيد على أن كوباياشي سيحل محل فرانك مونتاني السائق الثالث لفريق تويوتا للعمل كسائق اختبار واحتياطي خلال مواسم 2008 و 2009. في سباق الجائزة الكبرى الياباني 2009 شارك كوباياشي في الدورتين الأولى والثانية من التجارب الحرة بدلا من تيمو غلوك.
اتيحت له الفرصة للمشاركة في سباقات الفورمولا واحد لأول مرة في سباق جائزة البرازيل الكبرى 2009 وأنهى السباق في المركز العاشر، وتمت ترقيته في وقت لاحق إلى المركز التاسع بعدما عوقب السائق هيكي كوفالاينين.